# Mawṭinī
Mawṭinī (in arabo موطني‎?; lett. "Patria mia") è un componimento poetico scritto dal poeta palestinese Ibrahim Tuqan verso il 1934. La musica originale è stata composta da Muhammad Fulayfil. Negli anni è diventato popolarissimo nel mondo arabo. Dal 1936 al 1996 è stato di fatto l'inno nazionale palestinese, mentre nel 2004 è stato adottato come inno nazionale dall'Iraq.

## Testo arabo
مَــوطِــنــي مَــوطِــنِــي
الجـلالُ والجـمالُ 	والسَّــنَاءُ والبَهَاءُ
فـــي رُبَــاكْ 	فــي رُبَـــاكْ
والحـياةُ والنـجاةُ 	والهـناءُ والرجـاءُ
فــي هـــواكْ 	فــي هـــواكْ
هـــــلْ أراكْ 	هـــــلْ أراكْ
سـالِماً مُـنَـعَّـماً 	وَ غانِـمَاً مُـكَرَّمَاً
هـــــلْ أراكْ 	فـي عُـــلاكْ
تبـلُـغُ السِّـمَـاكْ 	تبـلـغُ السِّـمَاك
مَــوطِــنِــي 	مَــوطِــنِــي
مَــوطِــنِــي 	مَــوطِــنِــي
الشبابُ لنْ يكِلَّ هَمُّهُ 	أنْ تستَقِـلَّ أو يَبيدْ
نَستقي منَ الـرَّدَى 	ولنْ نكونَ للعِــدَى
كالعَـبـيـــــدْ 	كالعَـبـيـــــدْ
لا نُريــــــدْ 	لا نُريــــــدْ
ذُلَّـنَـا المُـؤَبَّـدا 	وعَيشَـنَا المُنَكَّـدا
لا نُريــــــدْ 	بـلْ نُعيــــدْ
مَـجـدَنا التّـليـدْ 	مَـجـدَنا التّليـدْ
مَــوطِــنــي 	مَــوطِــنِــي
مَــوطِــنِــي 	مَــوطِــنِــي
الحُسَامُ و اليَـرَاعُ 	لا الكـلامُ والنزاعُ
رَمْــــــزُنا 	رَمْــــــزُنا
مَـجدُنا و عـهدُنا 	وواجـبٌ منَ الوَفا
يهُــــــزُّنا 	يهُــــــزُّنا
عِـــــــزُّنا 	عِـــــــزُّنا
غايةٌ تُـشَــرِّفُ 	و رايـةٌ ترَفـرِفُ
يا هَـــنَــاكْ 	فـي عُـــلاكْ
قاهِراً عِـــداكْ 	قاهِـراً عِــداكْ
مَــوطِــنِــي 	مَــوطِــنِــي

## Traslitterazione
La lettera c è usata per la traslietterazione della ayn poiché non permette ambiguità rispetto all'apostrofo, usato anche per il colpo di glottide, e perché il suono di ayn viene traslitterato con "c" anche in lingua somala
mawṭinī mawṭinī
al-jalālu wa al-jamālu wa as-sanā'u wa al-bahā'u
fī rubāk fī rubāk
wa al-ħayāẗu wa an-najāẗu wa al-hanā'u wa ar-rajā'u
fī hawāk fī hawāk
hal arāk hal arāk
sālimān munacamān wa ġānimān mukarramān
hal arāk fī culāk
tabluġu us-simāk tabluġu us-simāk
mawṭinī mawṭinī
mawṭinī mawṭinī
aš-šabābu lan yakilla hammuhu an yastaqilla aw yabīd
nastaqī mina ar-radá wa lan nakūna lil cidā' kālcabīd
lā nurīd lā nurīd
ḏullanā mu'abbada wa cayšanā al-munakkada
lā nurīd bal nucīd
majdanā at-talīd majdanā at-talīd
mawṭinī mawṭinī
mawṭinī mawṭinī
al-ħusāmu wa al-yarācu lā al-kalāmu wa an-nizācu
ramzunā ramzunā
majdunā wa cahdunā wa wājibun ilá al-wafā'
yahuzzunā yahuzzunā
cizzunā cizzunā
ġāyātun tušarrifu wa rāyātun turafrifu
yā hanāk fī culāk
qāhirān cidāk qāhirān cidāk
mawṭinī mawṭinī

## Traduzione italiana
Patria mia!  Patria mia
Gloria e bellezza
Sublimità e fascino
Sono nelle tue colline
La vita e la liberazione
Piacere e speranza
Sono nella tua aria
Ti vedrò?
Sicuro e sereno
Suono e onorato
Ti vedrò?
Nella tua eminenza
Raggiungere le stelle
Patria mia
Patria mia
I giovani non si stancano
Il loro obiettivo è la tua indipendenza
Oh muoiono
Berremo dalla morte
Ma noi non saremo schiavi dei nostri nemici
Non vogliamo
Un'umiliazione eterna
Né una vita miserabile
Non vogliamo
Ma noi ristabiliremo
La nostra grande gloria
Patria mia
Patria mia
La spada e la penna
Sono i nostri simboli
Non parlare né litigare
La nostra gloria e alleanza
E il dovere di essere onesti
Agitaci
La nostra gloria
È una causa onorevole
E uno standard agitando
Oh, ecco la tua felicità
Nella tua eminenza
Travolgendo i tuoi nemici
Patria mia
Patria mia